# Polouï
Le Polouï (en russe : Полуй) est une rivière de Sibérie occidentale, qui coule en Iamalie (Russie), et un affluent droit de l'Ob.

## Géographie
La rivière naît de l'union de deux rivières, le Glouboki Polouï (russe : Глубокий Полуй) et le Soukhoï Polouï (russe : Сухой Полуй). Elle coule dans l'ouest du district autonome de Iamalo-Nénétsie et se jette dans l'Ob à la hauteur de la ville de Salekhard.
La rivière est longue de 369 km, ou 635 km en prenant en compte le plus long de ses affluents, le Gloubokiï Polouï.
Son bassin versant a une superficie de 21 000 km2.
Le Polouï est gelé d'octobre à mai. Il n'arrose aucune ville, à l'exception de Salekhard, à son embouchure.

## Hydrométrie - Les débits mensuels à Polouï
Le débit de la rivière a été observé pendant 46 ans (durant la période 1953-1999) à Polouï, localité située à 189 kilomètres en amont de son confluent avec l'Ob.
Le débit inter annuel moyen ou module observé à Polouï sur cette période était de 132 m3/s pour une surface de drainage de 15 100 km2, soit plus ou moins 72 % du bassin versant de la rivière qui en compte 21 000. La lame d'eau écoulée dans ce bassin versant se monte ainsi à 277 millimètres par an, ce qui doit être considéré comme assez élevé, et correspond aux mesures effectuées sur d'autres cours d'eau du grand nord russe.
Rivière alimentée en partie par la fonte des neiges, le Polouï est un cours d'eau de régime nivo-pluvial.
Les hautes eaux se déroulent du printemps au début de l'été, du mois de mai au mois de juillet, ce qui correspond au dégel et à la fonte des neiges de son bassin.
Le débit reste soutenu par après, tout au long de l'été et de l'automne. Dès le mois de novembre, le débit de la rivière baisse rapidement, ce qui mène à la période des basses eaux. Celle-ci a lieu de décembre à avril inclus et est liée aux froids intenses de l'hiver sibérien.
Le débit moyen mensuel observé en mars (minimum d'étiage) est de 32,3 m3/s, soit plus ou moins 7 % du débit moyen du mois de juin (461 m3/s), ce qui montre l'amplitude, assez modérée pour la Russie, des variations saisonnières. Sur la durée d'observation de 46 ans, le débit mensuel minimal a été de 21,9 m3/s en mars 1969, tandis que le débit mensuel maximal s'élevait à 842 m3/s en juin 1971.
En considérant la seule période estivale, libre de glaces (de juin à septembre inclus), le débit mensuel minimal observé a été de 58 m3/s en septembre 1976, ce qui restait très confortable, voire abondant.